# Застава Хаитија
Застава Хаитија усвојена је 25. фебруара 1986. године. Цивилна застава разликује се од државне по томе што нема амблем.
Прва црвено-плава застава је први пут направљена током револуције против француске власти; побуњеници су уклонили бело поље а црвено и плаво су користили у хоризонталном положају. 
На Олимпијским играма 1936. године у Берлину откривено је да Хаити и Лихтенштајн користе исту заставу, што је довело до тога да на заставу Лихтенштајна буде додата круна. 
Од 25. маја 1964. године до 25. фебруара 1986. године, током диктатуре Франсоа Дивалијеа и Жан-Клода Дивалијеа, застава је била другачија, црна и црвена и са вертикалним пољима. 